# Constitución de Austria
La Constitución de Austria (en alemán: Österreichische Bundesverfassung) es el cuerpo de todas las leyes constitucionales de la República de Austria a nivel federal. Se divide en muchas actas diferentes. Su pieza central es la Ley Constitucional Federal (Bundes-Verfassungsgesetz), que incluye las disposiciones constitucionales federales más importantes. 
Además del B-VG, hay muchas otras actas constitucionales (llamadas Bundesverfassungsgesetze, en singular Bundesverfassungsgesetz, abreviatura, BVG, i.e. es decir, sin el guion) y las disposiciones individuales en los estatutos y tratados que se designan como constitucionales (Verfassungsbestimmung). Por ejemplo, el B-VG no incluye una declaración de derechos, pero las disposiciones sobre libertades civiles se dividen en diferentes actos legislativos constitucionales. 
Con el tiempo, tanto el B-VG como las numerosas leyes constitucionales que lo complementan han sufrido literalmente cientos de enmiendas y revisiones menores y mayores. 

## Historia
Austria ha sido gobernada por múltiples Constituciones, incluida la Constitución de Pillersdorf en 1848, la Constitución de Stadion «irrevocable» de 1848 a 1851, el Diploma de octubre de 1860, la Patente de febrero de 1861 hasta 1865. 
El B-VG se basó en un borrador de Hans Kelsen y se promulgó por primera vez el 1 de octubre de 1920. Dado que no se pudo llegar a un acuerdo político sobre una declaración de derechos, la Ley básica sobre los derechos generales de los ciudadanos (de) de 1867 se dejó vigente y se designó como ley constitucional. 
Originalmente, el B-VG era de carácter muy parlamentario. La prerrogativa para promulgar la ley era con un parlamento comparativamente fuerte, la Asamblea Federal compuesta por dos cámaras, el Consejo Nacional y el Consejo Federal. La responsabilidad de implementar la ley era residir en un gabinete encabezado por un canciller, quien fue designado por el Consejo Nacional por moción de su comité principal. Un presidente relativamente débil, que fue elegido por ambas cámaras, iba a servir como jefe de Estado. 
En 1929, la constitución sufrió una revisión que amplió significativamente las prerrogativas del presidente. En particular, el presidente a partir de entonces debía ser elegido directamente por el pueblo y no por los miembros de la legislatura. Al presidente también se le conferiría la autoridad para disolver el parlamento, un poder que normalmente no está en manos de los jefes de los poderes ejecutivos de las repúblicas parlamentarias. También tenía la autoridad para nombrar formalmente al canciller y al gabinete. Aunque el presidente tenía poderes comparables a los del presidente de Estados Unidos, en la práctica actuó siguiendo el consejo del canciller. Este alejamiento de un gobierno dirigido predominantemente por un cuerpo deliberativo bastante grande y (por definición) fraccionado hacia un sistema que concentra el poder en manos de un solo líder autónomo se hizo en un intento de apaciguar los movimientos para-fascistas (como el Heimwehr, o más tarde, el Ostmärkische Sturmscharen y la República Socialdemócrata Republikanischer Schutzbund) prosperando en Austria en ese momento. 
En 1934, después de años de luchas políticas cada vez más violentas y una erosión gradual del estado de derecho, el gobernante Partido Social Cristiano, que para entonces se había convertido en el Austrofascismo a gran escala, reemplazó formalmente la constitución por una nueva ley básica que definía a Austria como un Estado corporativo autoritario. La constitución austrofascista estuvo en vigor hasta que Austria fue anexionada por la Alemania nazi en 1938, dejando de existir como estado soberano. La Constitución de Austria fue finalmente restablecida el 1 de mayo de 1945, Austria se restableció como una república independiente poco antes del colapso definitivo de la Alemania nazi. Las modificaciones promulgadas en 1929 no fueron rescindidas, y esencialmente permanecen vigentes hasta el día de hoy, aunque la constitución ha sido fuertemente modificada y enmendada desde entonces.

## Estructura
En el área, la República de Austria es un poco más pequeña que Maine, Escocia o Hokkaidō y alberga una población étnicamente y culturalmente homogénea de ocho millones y medio de personas. Dado que más de una quinta parte de sus habitantes se concentra en la ciudad de Viena y sus suburbios, la nación también es naturalmente unipolar en términos de actividad económica y cultural. Sin embargo, el marco constitucional de Austria caracteriza a la república como una federación que consta de nueve estados federales autónomos:
|    | Español      | Alemán           | Estados de Austria |
| 1. | Burgenland   | Burgenland       | Estados de Austria |
| 2. | Carintia     | Kärnten          | Estados de Austria |
| 3. | Baja Austria | Niederösterreich | Estados de Austria |
| 4. | Alta Austria | Oberösterreich   | Estados de Austria |
| 5. | Salsburgo    | Salzburg         | Estados de Austria |
| 6. | Estiria      | Steiermark       | Estados de Austria |
| 7. | Tirol        | Tirol            | Estados de Austria |
| 8. | Vorarlberg   | Vorarlberg       | Estados de Austria |
| 9. | Viena        | Wien             | Estados de Austria |

Al igual que la federación, los nueve estados de Austria tienen constituciones estatales escritas que las definen como entidades republicanas gobernadas según los principios de la democracia representativa. Las constituciones estatales definen congruentemente a los estados como democracias parlamentarias unicamerales; cada estado tiene una legislatura elegida por voto popular y un gabinete designado por su legislatura. La constitución federal define a Austria como una democracia parlamentaria bicameral con una separación de poderes casi completa. La estructura del gobierno de Austria es, por lo tanto, muy similar a la de las repúblicas federales incomparablemente más grandes, como Alemania o Estados Unidos. La principal diferencia práctica entre Austria, por un lado, y Alemania o Estados Unidos, por otro lado, es que los estados de Austria tienen relativamente poca autonomía: casi todos los asuntos de importancia práctica, incluidos, entre otros, defensa, política exterior, derecho penal, derecho corporativo, la mayoría de los otros aspectos del derecho económico, la educación, la academia, el bienestar, las telecomunicaciones y el sistema de atención médica, recaen en la federación. Esto también es cierto para el sistema judicial, que es exclusivamente federal en Austria, lo que significa que no hay tribunales estatales.

## Legislatura federal
Los poderes legislativos federales se otorgan a un organismo al que la constitución se refiere como un parlamento. Desde la revisión algo paradójica de 1929 de la constitución, que fortaleció la separación formal de poderes en Austria por instigación de simpatizantes del fascismo, la legislatura de Austria técnicamente se parece más a un congreso que a un parlamento. Sin embargo, en la práctica, sigue funcionando como parlamento de todos modos. El parlamento de Austria consta de dos cámaras, el Consejo Nacional y el Consejo Federal. Los 183 miembros del Consejo Nacional son elegidos por votación popular a nivel nacional bajo estatutos que apuntan a la representación proporcional de la lista de partidos. Los actuales 64 miembros del Consejo Federal son elegidos por las nueve legislaturas estatales de Austria en virtud de un estatuto que asigna escaños aproximadamente proporcionales al tamaño de la población estatal (el Bundesland más grande tiene derecho a doce miembros, los demás en consecuencia, pero ningún estado a menos de tres.) En teoría, el Consejo Nacional y el Consejo Federal son pares. Como cuestión práctica, el Consejo Nacional es decididamente más poderoso; El predominio del Consejo Nacional es tal que los austriacos utilizan con frecuencia el término «parlamento» para referirse solo al Consejo Nacional en lugar del parlamento en su conjunto. 
Mientras que las legislaturas bicamerales como el Congreso de Estados Unidos permiten que los proyectos de ley se originen en ambas cámaras, la legislación federal austriaca siempre se origina en el Consejo Nacional, nunca en el Consejo Federal. En teoría, los proyectos de ley pueden ser patrocinados por miembros del Consejo Nacional, por el gabinete federal, por iniciativa popular o mediante una moción respaldada por al menos un tercio de los miembros del Consejo Federal. En la práctica, la mayoría de los proyectos de ley son propuestos por el gabinete y aprobados después de un simple debate simbólico. Las facturas aprobadas por el Consejo Nacional se envían al Consejo Federal para su afirmación. Si el Consejo Federal aprueba el proyecto de ley o simplemente no hace nada durante un período de ocho semanas, el proyecto de ley ha tenido éxito. Los proyectos de ley aprobados por ambas cámaras (o aprobados por el Consejo Nacional e ignorados por el Consejo Federal) finalmente son promulgados por el presidente federal. El presidente no tiene el poder de vetar los proyectos de ley, su firma es una formalidad técnica que certifica que el proyecto de ley ha sido presentado y resuelto de acuerdo con el procedimiento estipulado por la constitución. El presidente ni siquiera tiene la autoridad para negarse a firmar un proyecto de ley que él o ella considera inconstitucional como tal; un proyecto de ley solo puede ser vetado con el argumento de que su génesis, no su sustancia, viola la ley básica. Juzgar sobre la constitucionalidad del proyecto de ley es prerrogativa exclusiva del Tribunal Constitucional.
Siempre que el proyecto de ley en cuestión no modifique la constitución de tal manera que los derechos de los estados se vean restringidos ni de alguna otra manera pertenezca a la organización de la propia legislatura, el Consejo Nacional puede hacer que el proyecto se convierta en ley, incluso si el Consejo Federal lo rechaza; Una resolución del Consejo Nacional que anule una objeción del Consejo Federal simplemente tiene que cumplir con un quórum más alto que una resolución regular. Por esta razón, el Consejo Federal apenas tiene poder real para evitar la adopción de legislación, ya que el Consejo Nacional puede anularla fácilmente. El Consejo Federal a veces se compara con la Cámara de los Lores británica, otro cuerpo deliberativo capaz de retrasar pero generalmente no derogar la ley propuesta. Si bien la Cámara de los Lores ocasionalmente ejerce su poder de estancamiento, sin embargo, el Consejo Federal casi nunca lo hace. Dado que las partes que controlan el Consejo Nacional también tienen una mayoría constante en el Consejo Federal, este último da su bendición a esencialmente todo lo que el primero ha adoptado. 

## Ejecutivo federal
La autoridad ejecutiva federal es compartida por el presidente federal y el gabinete federal. El presidente es elegido por voto popular por un período de seis años y limitado a dos mandatos consecutivos. El presidente es el jefe de Estado y nombra al gabinete, un cuerpo compuesto por el canciller federal y varios ministros. El presidente también nombra a los miembros del Tribunal Constitucional y a muchos otros funcionarios públicos, representa a la república en las relaciones internacionales, acredita a los embajadores extranjeros y actúa como el comandante en jefe nominal de las fuerzas armadas de Austria. 
Si bien el gabinete federal de Austria no es técnicamente responsable ante la legislatura (a excepción de una moción de censura), estaría casi totalmente paralizado sin el apoyo activo del Consejo Nacional. Dado que la convención constitucional impide que el presidente use su poder para disolver el Consejo Nacional bajo su propia autoridad, el presidente no puede obligar a la legislatura a que haga su voluntad, y el gabinete está sujeto a la aprobación del Consejo Nacional para todos los propósitos y propósitos. Por lo tanto, la composición del gabinete refleja los resultados electorales del Consejo Nacional en lugar de los resultados de las elecciones presidenciales. 
Después de las elecciones, es costumbre que el presidente le pida al líder del partido más fuerte que se convierta en canciller y forme un gabinete. Dado que este líder del partido, para todos los efectos, necesita una mayoría en el Consejo Nacional, por lo general buscará formar una coalición con otro partido o partidos políticos. La coalición luego acuerda una lista de ministros, que habitualmente incluye a los líderes de los partidos de la coalición. Obviamente, si un partido tiene una mayoría en el Consejo Nacional por sí mismo, no se necesita dicha coalición. Esto ha sucedido en el pasado, pero, debido al creciente número de partidos políticos en Austria y el sistema de representación proporcional, es probable que no vuelva a ocurrir pronto. 
La lista es presentada al presidente por el futuro canciller; el presidente generalmente lo adopta sin mucho argumento, aunque ha habido al menos un caso en la historia reciente en el que el presidente se negó a instalar un ministro. El presidente se reserva el derecho de destituir a todo el gabinete a voluntad, o ciertos ministros a petición del canciller. Aunque elegido por un período de cinco años, el Consejo Nacional puede disolverse en cualquier momento, provocando nuevas elecciones. 
El doble papel del canciller federal como titular del cargo ejecutivo y funcionario del partido más fuerte bien conectado con la legislatura lo hace mucho más poderoso que el presidente federal formalmente mayor. Por lo tanto, la autoridad ejecutiva real recae en el canciller y sus ministros, mientras que el presidente federal es un testaferro en lugar de un jefe de gobierno real. Los presidentes de Austria están muy contentos con su papel ceremonial, luchando por el papel de mediador imparcial y digno mayor estadista, y más o menos consistentemente evitan las aguas turbias de la política práctica. En los últimos tiempos, sin embargo, el expresidente Heinz Fischer era conocido por comentar sobre temas políticos actuales de vez en cuando.

## Revisión judicial y administrativa
La autoridad judicial federal y estatal, en particular la responsabilidad de ls revisión judicial de los actos administrativos, recae en el Sistema del Tribunal Administrativo y Constitucional, una estructura que consiste esencialmente en el Tribunal Constitucional y el Tribunal Administrativo. El Tribunal Constitucional examina la constitucionalidad de las leyes aprobadas por el Parlamento, la legalidad de las reglamentaciones de los ministros federales y otras autoridades administrativas y, finalmente, las presuntas infracciones de los derechos constitucionales de las personas a través de decisiones de los tribunales administrativos inferiores. También trata las disputas entre la federación y sus Estados miembros, las disputas de demarcación entre otros tribunales y las destituciones del presidente federal (que actúa como Tribunal Estatal en ese asunto.) 
El Tribunal Administrativo juzga todo tipo de casos que involucran decisiones de oficio de funcionarios u organismos públicos y que no son tratados por el Tribunal Constitucional. Tenga en cuenta que solo el Tribunal Constitucional tiene la autoridad de anular las leyes. 
En los últimos años, se ha introducido un número creciente de tribunales de naturaleza judicial (artículo 133, punto 4 B-VG) en varias áreas para mejorar la revisión de la conducta de las autoridades administrativas. Las más importantes entre ellas fueron las cámaras administrativas independientes de los Länder (Unabhängige Verwaltungssenate - UVS), que decidieron, entre otras cosas, la segunda autoridad en los procedimientos relacionados con las infracciones administrativas, así como los recursos contra los actos de ejercicio directo del comando y el poder de restricción de la administración autoridades. Otras de estas cámaras eran competentes en el ámbito de la legislación fiscal (Unabhängiger Finanzsenat - UFS), en términos de asilo (Unabhängiger Bundesasylsenat - UBAS), en relación con los asuntos ambientales (Unabhängiger Umweltsenat) o en el campo de las telecomunicaciones (Unabhängiger Bundeskommunikationssenat). Aunque todos estos tribunales formaron parte formal de la organización administrativa, sus miembros tenían garantías de independencia e inmovilidad y, por lo tanto, pueden compararse con las jurisdicciones. Sus decisiones pueden haber sido impugnadas ante el Tribunal Administrativo o el Tribunal Constitucional. En 2014, estos tribunales administrativos fueron abolidos a favor de once tribunales administrativos, uno de cada uno en cada estado (Landesverwaltungsgerichte) y dos a nivel federal (Bundesverwaltungsgericht, Bundesfinanzgericht). 
La constitución austriaca fue la primera en el mundo (casi contemporánea con Checoslovaquia) en promulgar una revisión judicial. Se estableció en 1919 y obtuvo el derecho de revisar las leyes de los estados federales ese año. Después de que se adoptó la nueva constitución en 1920, también tenía derecho a revisar las leyes nacionales de acuerdo con la constitución. Este esquema de un tribunal constitucional separado que revisa los actos legislativos por su constitucionalidad se conoció como el «sistema austriaco». Después de los dominios de EE. UU. Y Gran Bretaña (como Canadá y Australia), donde el sistema judicial regular está a cargo de la revisión judicial, Austria fue uno de los primeros países en tener una revisión judicial (aunque la Constitución checoslovaca entró en vigencia antes, el establecimiento de los nuevos derechos de la Corte fue anterior a la Corte Checoslovaca por un par de meses). Muchos países europeos adoptaron el sistema austriaco de revisión después de la Segunda Guerra Mundial. 

## Poder judicial
Los poderes judiciales no comprometidos con el sistema de tribunales administrativos y constitucionales se otorgan al sistema de tribunales civiles y penales, una estructura que consta de tribunales civiles, por un lado, y tribunales penales, por otro. Los tribunales civiles juzgan todos los casos en los que tanto el demandante como el demandado son ciudadanos o corporaciones privadas, incluidos, entre otros, disputas contractuales y judiciales: el sistema legal de Austria, que evolucionó del Imperio Romano, implementa el derecho civil y, por lo tanto, carece de distinción entre tribunales de justicia y tribunales de equidad que a veces se encuentran en jurisdicciones de derecho consuetudinario. Los tribunales civiles no intentan demandas contra la federación o sus estados en su calidad de unidades administrativas, sino solo cuando actúan en forma de derecho privado. 
La mayoría de los casos se juzgan ante los tribunales de distrito (Bezirksgerichte, abreviado: BG, en singular: Bezirksgericht), con los tribunales regionales (Landesgerichte, abreviado: LG, en singular: Landesgericht) que actúan como tribunales de apelación y el Tribunal Supremo (Oberster Gerichtshof, abreviado: OGH) sirviendo como la corte de último recurso. En casos considerados particularmente graves o técnicamente involucrados, los Tribunales Regionales sirven como tribunales de primera instancia y los Tribunales Regionales de Apelación especializados (Oberlandesgerichte, abreviado: OLG, en singular: Oberlandesgericht) sirven como tribunales de apelación, siendo el Tribunal Supremo el tribunal de último recurso. 
A diferencia de los sistemas judiciales como el de la judicatura federal de Estados Unidos, las partes tienen el derecho legal de apelar. Aunque el acceso al Tribunal Supremo se ha restringido sucesivamente a asuntos de cierta importancia en los últimos años, los tribunales superiores generalmente no pueden simplemente negarse a revisar una decisión tomada por los tribunales subordinados. 
Tenga en cuenta que el Tribunal Supremo de Austria, el Tribunal Constitucional (Verfassungsgerichtshof - VfGH) y el Tribunal Administrativo (Verwaltungsgerichtshof - VwGH) son tres tribunales superiores separados, ninguno de los cuales es superior a los otros dos. 

## Derechos civiles y humanos
Lo más parecido a una declaración de derechos en Austria es la Ley Básica sobre los Derechos Generales de los Nacionales de los Reinos y los Länder representados en el Consejo Imperial, un decreto emitido por el emperador Franz Josef el 21 de diciembre de 1867 en respuesta a la presión de los liberales insurgentes. 
Una parte muy importante del canon de las  libertades civiles constitucionales de Austria se originó como un edicto imperativo anterior a la actual Constitución de Austria por aproximadamente cincuenta años, la razón es que los redactores de la Constitución en 1920 no podían ponerse de acuerdo sobre un conjunto de libertades civiles para incluir en la constitución propiamente dicha: como mínimo denominador común, recurrieron a esta Ley Básica de 1867. Desde entonces, otras libertades civiles se han establecido en otras leyes constitucionales, y Austria es parte del Convenio Europeo de Derechos Humanos, que también se ha implementado como una ley constitucional directamente aplicable en Austria. 
Dado que el Tribunal Constitucional ha comenzado a interpretar la cláusula de igualdad de trato de la B-VG y otros derechos constitucionales de manera bastante amplia desde al menos principios de los años 1980, los derechos civiles están, en general, relativamente bien protegidos. 

## Más controles y balances
Además de su capacidad legislativa, los miembros de las dos cámaras del parlamento tienen la autoridad para acusar al presidente, que luego es juzgado ante el Tribunal Constitucional, que actúa como Tribunal Estatal, o convocar a un referéndum para que el presidente federal sea destituido de su cargo. El ejercicio de estos poderes de emergencia es un proceso de dos pasos: primero el Consejo Nacional solicita que el presidente sea destituido o sometido a referéndum, luego los miembros del Consejo Nacional y el Consejo Federal se reúnen en sesión conjunta, formando así la Asamblea Nacional, y decidir sobre la moción del Consejo Nacional. Si se celebra un referéndum, y el presidente no es destituido del cargo por votación popular, se lo considera reelegido automáticamente por otro período de seis años (aunque aún no puede servir durante más de doce años consecutivos). El Consejo Nacional se disolverá automáticamente y deberán celebrarse nuevas elecciones generales. 
El presidente también puede disolver el Consejo Nacional, pero solo una vez por el mismo motivo durante su mandato. Tenga en cuenta que el presidente no tiene el poder de vetar actos específicos de legislación: no importa cuán vehementemente objete un proyecto de ley en particular, o crea que es inconstitucional, todo lo que puede hacer es amenazar con destituir al gobierno o disolver el Consejo Nacional antes de que se apruebe el proyecto de ley. 
Es decir que ninguno de estos poderes de emergencia se ha ejercido hasta ahora. 

## Críticas y propuestas de reforma
Probablemente, el aspecto más inusual y problemático del derecho constitucional austriaco es la relativa facilidad con la que se puede cambiar, combinado con el hecho de que una enmienda constitucional no necesita ser incorporada en el texto principal de la B-VG, o para el caso las partes más importantes del cuerpo constitucional, pero se pueden promulgar como un acto constitucional separado, o incluso como una sección simple dentro de cualquier acta, simplemente designada como «constitucional» (Verfassungsbestimmung). 
En realidad, todo lo que se necesita es una mayoría de dos tercios en el Consejo Nacional. Solo en el caso de un cambio fundamental (Gesamtänderung) de la constitución se requiere una confirmación por referéndum. La adhesión de Austria a la UE en 1995 se consideró como un cambio. 
Con los años, el sistema legal austríaco se llenó de literalmente miles de disposiciones constitucionales, divididas en numerosos actos. La razón de esto fue en muchos casos que la legislatura, en particular cuando la coalición gobernante poseía una mayoría de dos tercios en el Consejo Nacional (como entre 1945-1966, 1986-1994, 1995-1999 y 2007-2008), Las leyes que se consideraron «problemáticas constitucionalmente» se promulgaron como leyes constitucionales, protegiéndolas efectivamente de la revisión judicial por el Tribunal Constitucional. Incluso ha habido casos en que una disposición, que anteriormente había sido declarada inconstitucional por el Tribunal Constitucional competente, se promulgó posteriormente como leyes constitucionales. Es decir que al Tribunal Constitucional le gustó y no le gusta esa práctica, y ha declarado que podría, en un futuro no muy lejano, considerar tales cambios, en su totalidad, como «cambio fundamental» a la constitución, lo que sería que requieren un referéndum público. 
De 2003 a 2005, una convención constitucional (Österreich Konvent) compuesta por representantes de todos los partidos, representantes de todas las capas del gobierno y muchos grupos de la sociedad austriaca han estado debatiendo si y cómo reformar la constitución. Sin embargo, no hubo consenso general sobre un borrador para una nueva constitución. Algunos puntos menores que fueron acordados universalmente aún no se han implementado. 